# Sierra Blanca
Sierra Blanca település az Amerikai Egyesült Államok Texas államában, Hudspeth megyében, melynek megyeszékhelye is. Lakosainak száma 315 fő (2020. április 1.).

## Népesség
A település népességének változása:

| 2010 | 553 |
| 2020 | 315 |